# 岡山県道78号長屋賀陽線
岡山県道78号長屋賀陽線（おかやまけんどう78ごう ながやかようせん）は、岡山県新見市から加賀郡吉備中央町に至る県道（主要地方道）である。

## 概要
新見市から吉備高原都市、岡山空港へ直結する備北新線の一部を形成する路線である。
備北新線は新見市と岡山自動車道（賀陽IC）を結ぶ広域的かつ高規格的な幹線道路としての整備を目指すことがすすめられており、この県道長屋賀陽線は備北新線のほとんどの区間を構成している県道である。これによって、備北新線は中国横断自動車道岡山米子線（岡山道）を補完する役割りを果たしている。

### 路線データ
- 起点 : 岡山県新見市長屋（国道180号交点）
- 終点 : 岡山県加賀郡吉備中央町西（岡山県道57号総社賀陽線交点）
- 路線延長 : 実延長 27.8 km（2012年4月1日現在） [1]
- 道路管理者 : 岡山県（備中県民局新見地域事務所・高梁地域事務所、美作県民局真庭地域事務所、備前県民局）
- 交通管理者 : 岡山県警察（新見警察署、高梁警察署、真庭警察署、岡山北警察署）

## 歴史
- 1993年（平成5年）5月11日 - 建設省から、県道土橋長屋線・県道中井豊永佐伏線・県道西方北房線の一部・県道賀陽巨瀬線が長屋賀陽線として主要地方道に指定される[3]。
- 2014年（平成26年）
  - 12月5日10時、岡山県告示第596号・597号により新見市の唐松 - 土橋における新道[注 1]（田津バイパス、延長 2.02 km）が供用開始[2][5]。

## 路線状況
緊急輸送道路である国道180号の一部が事前通行規制区間となっていることから、同国道の迂回路としての役割を有する路線である。

### 重複区間
- 岡山県道442号豊永赤馬長屋線（新見市長屋 - 新見市唐松）
- 岡山県道50号北房井倉哲西線（新見市土橋 - 新見市豊永佐伏）
- 岡山県道320号若代方谷停車場線（新見市豊永佐伏）
- 岡山県道310号西方北房線（高梁市中井町津々 - 真庭市上中津井）
- 国道313号（真庭市上中津井 - 高梁市巨瀬町）
- 岡山県道31号高梁御津線（加賀郡吉備中央町上竹）

## 地理

### 通過する自治体
- 新見市
- 高梁市
- 真庭市
- 高梁市
- 真庭市
- 高梁市
- 加賀郡吉備中央町

### 交差する道路
| 交差する道路                                                | 市町村名 | 市町村名   | 交差する場所         | 交差する場所         |
| ----------------------------------------------------------- | -------- | ---------- | -------------------- | -------------------- |
| 国道180号 岡山県道442号豊永赤馬長屋線 重複区間起点          | 新見市   | 新見市     | 長屋                 | 起点                 |
| 岡山県道442号豊永赤馬長屋線 重複区間終点                    | 新見市   | 新見市     | 唐松                 |                      |
| 岡山県道474号土橋井倉線                                     | 新見市   | 新見市     | 土橋（つちはし）     |                      |
| 岡山県道50号北房井倉哲西線 重複区間起点                     | 新見市   | 新見市     | 土橋                 | 土橋田屋・上組交差点 |
| 岡山県道320号若代方谷停車場線                               | 新見市   | 新見市     | 豊永佐伏（さぶし）   |                      |
| 岡山県道320号若代方谷停車場線                               | 新見市   | 新見市     | 豊永佐伏             |                      |
| 岡山県道50号北房井倉哲西線 重複区間終点                     | 新見市   | 新見市     | 豊永佐伏             |                      |
| 岡山県道310号西方北房線 重複区間起点                        | 高梁市   | 高梁市     | 中井町津々           |                      |
| 国道313号 重複区間起点 岡山県道310号西方北房線 重複区間終点 | 真庭市   | 真庭市     | 上中津井             |                      |
| 岡山県道49号高梁旭線                                        | 高梁市   | 高梁市     | 巨瀬町（こせちょう） |                      |
| 国道313号 重複区間終点 岡山県道169号西方巨瀬線              | 高梁市   | 高梁市     | 巨瀬町               |                      |
| 岡山県道31号高梁御津線                                      | 加賀郡   | 吉備中央町 | 上竹                 |                      |
| 国道484号                                                   | 加賀郡   | 吉備中央町 | 西                   |                      |
| 岡山県道57号総社賀陽線 岡山県道306号賀陽種井線              | 加賀郡   | 吉備中央町 | 西                   | 終点                 |